# Across America
Across America è un album dal vivo del cantante statunitense Art Garfunkel, pubblicato nel 1997.

## Tracce
1. A Heart in New York (Benny Gallagher, Graham Lyle) – 3:26
2. Crying in the Rain (con James Taylor) (Carole King, Howard Greenfield) – 2:02
3. Scarborough Fair/Canticle (tradizionale, arr. Paul Simon, Art Garfunkel) – 3:19
4. A Poem on the Underground Wall (Paul Simon) – 2:08
5. Homeward Bound (Paul Simon) - 2:59
6. All I Know (Jimmy Webb) – 3:12
7. Bright Eyes (Mike Batt) – 4:21
8. El Condor Pasa (If I Could) (Paul Simon, Daniel Alomía Robles) - 3:24
9. Bridge over Troubled Water (Paul Simon) – 4:42
10. Mrs. Robinson (Paul Simon) – 3:32
11. The 59th Street Bridge Song (con James Garfunkel) (Paul Simon) – 1:43
12. I Will (John Lennon, Paul McCartney) – 2:17
13. April Come She Will (Paul Simon) – 2:18
14. The Sound of Silence (Paul Simon) – 3:31
15. Grateful (John Bucchino) – 4:50
16. Goodnight My Love (George Motola, John Marascalco) – 2:36